# Idtjärnen (Lövångers socken, Västerbotten)
Idtjärnen är en sjö i Skellefteå kommun i Västerbotten och ingår i Mångbyån-Kålabodaåns kustområde.